# Среднеургальское сельское поселение
Среднеурга́льское се́льское поселе́ние — муниципальное образование в Верхнебуреинском районе Хабаровского края России. 
Административный центр — село Средний Ургал.

## Население
| 2010 | 2011 | 2012 | 2013 | 2014 | 2015 | 2016 |
| ---- | ---- | ---- | ---- | ---- | ---- | ---- |
| 521  | →521 | ↘501 | ↘487 | ↘473 | ↘455 | ↘420 |
| 2017 | 2018 | 2019 | 2020 | 2021 |      |      |
| ↘407 | ↗413 | ↘382 | ↘355 | ↘301 |      |      |

## Населённые пункты
В состав поселения входят 2 населённых пункта:
| № | Населённый пункт | Тип     | Население |
| - | ---------------- | ------- | --------- |
| 1 | Весёлый          | посёлок | ↘14       |
| 2 | Средний Ургал    | село    | ↘287      |